# Heian Yondan
Die Heian Yondan ist die vierte Kata der Heian-Gruppe im Shōtōkan-Karate. Der Karateka führt sie bei der Prüfung zum 5. Kyū (1. Violettgurt bzw. Blaugurt) vor. Ihr Ablauf ist durch eine große Dynamik gekennzeichnet, durch das Studium der doppelten Abwehrformen und den Gebrauch von Fußtechniken. Wahrscheinlich wurde sie aus der Kushanku entwickelt. Sie besteht aus 27 Bewegungen, die in einer Zeit von ungefähr 50 Sekunden ausgeführt werden sollen.